# Покусаев, Евграф Иванович
Евгра́ф Ива́нович Покуса́ев (6 [19] декабря 1909, Болхуны, Астраханская губерния — 11 августа 1977, Саратов) — советский литературовед, специалист по творчеству М. Е. Салтыкова-Щедрина и Н. Г. Чернышевского. Профессор, доктор филологических наук. Член КПСС с 1946 года.

## Биография
Окончил Астраханский педагогический техникум, затем — отделение русского языка и литературы Саратовского педагогического института (1935).
Ученик А. П. Скафтымова, был его аспирантом, защитил под его руководством диссертацию «„Губернские очерки“ М. Е. Салтыкова-Щедрина и обличительная беллетристика 50-х годов XIX века».
Начиная с 1937 года более 30 лет проработал в Саратовском университете, бессменно возглавляя в течение 25 лет с 1951 года кафедру русской литературы. С его деятельностью связан важный этап в развитии саратовской филологической школы.
Участник Великой Отечественной войны, в 1942—1944 годах на Волховском фронте, в службе тыла.
В 1957 году в ИРЛИ АН СССР защитил докторскую диссертацию «Идейно-творческий путь Салтыкова-Щедрина в 60-е и 70-е годы».
Сотрудничал в литературном журнале «Волга».
Награждён орденами «Знак Почёта» и Трудового Красного Знамени.
Дочь Наталья — издательский работник, супруга литературоведа Ф. Я. Приймы.

## Основные работы
- Н. Г. Чернышевский и М. Е. Салтыков-Щедрин // «Ученые записки Саратовского университета», 1948, т. 19;
- В. Г. Белинский и рус. журналистика // Наследие Белинского, М., 1952;
- Н. Г. Чернышевский. Очерк жизни и деятельности, 4 изд., Саратов, 1967;
- Салтыков-Щедрин в шестидесятые годы, Саратов, 1958;
- Гоголь об «истинно общественной» комедии // «Русская литература» 1959, № 2;
- Революционная сатира Салтыкова-Щедрина, М., 1963;
- У истоков нового творческого метода // «Волга», 1967, № 1.
- Покусаев Е. И. Михаил Евграфович Салтыков-Щедрин : биография писателя: пособие для учащихся [печатный текст] / Покусаев, Евграф Иванович , Автор (Author); Прозоров, Валерий Владимирович, Автор (Author); Орлова, Т. Н., Редактор (Editor); Васильев, Николай Иванович, Художник (Artist); Аснина, Н. И., Технический редактор, типограф (Typographer). — Издание 2-е. — Ленинград : Просвещение. Ленинградское отделение, 1977. — 158, [2] с.: ил.; 20 см.- 100000 экземпляров.- 24 к.
- Н. Г. Чернышевский (критико-биографический очерк) Архивная копия от 16 июля 2011 на Wayback Machine

### Статьи
- Покусаев Е. И. Шедевр социальной сатиры [печатный текст] / Покусаев, Евграф Иванович // Господа Головлёвы [печатный текст] / Салтыков-Щедрин, Михаил Евграфович, Автор (Author); Покусаев, Евграф Иванович , Иллюстратор (Illustrator); Лепятский, Аскольд Викторович, Художник (Artist). — Москва : Художественная литература, 1986. — с. 3 — 24.